# Staphylococcus aureus
Стафилококус ауреус или златни стафилокок је бактерија из групе стафилокока. Име је добио по жуто-зеленој боји његових колонија. Патоген је и изазива мноштво различитих инфекција и интоксикација почев од мањих инфекција коже (фурункул, карбункул, инфекција ране итд) до тешких болести попут сепсе, запаљења плућа, апсцеса, синдрома токсичног шока итд.

## Изглед и грађа
Стафилококус ауреус је као и све стафилококе, грам позитивна бактерија лоптастог облика и гради јата или гроздове. Ова бактерија спада у факултативно анаеробне бактерије, потребан јој је кисеоник за добијање енергије, али може опстати и без њега. Ћелијски зид се састоји се из дебелог слоја муреина, са којим је повезана теихонска киселина и полисахариди. У ћелијској мембрани се налази липотеихонска киселина. Ове супстанце могу да активирају систем комплемената (део одбрамбеног система) и макрофаге. Зид ових бактерија садржи још неке супстанце као нпр. протеин А, које имају улогу у избегавању одговора одбрамбеног система и олакшавању ширења ове бактерије (поседује протеине који се везују за ткивне протеине колаген и фибронектин).
Стафилококус ауреус секретује коагулазу и каталазу. Каталаза је присутна и код осталих стафилокока и она разлаже водоник пероксид, док је коагулаза присутна само код златног стафилокока тзв. коагулазе позитивне стафилококе. Остали ензими и токсини које секретује ова бактерија биће наведени у следећем поглављу.

## Токсини
Стафилококус ауреус производи и ослобађа разне токсине.
- Алфа токсин (α-токсин) оштећује ћелијску мембрану, тако што буши поре у њој услед чега долази до продора воде и уништавања ћелија.
- Леукоцидин (леукоцити-бела крвна зрнца), оштећује бела крвна зрнца: макрофаге и неутрофиле.
- Егзфолијатин изазива некрозу епителних ћелија. Одговоран је за епидермолизу.
- Ентеротоксини (А-Е, Х, Г и И) налазе се у поквареним намерницама. Настају врло брзо и отпорни су на топлоту. Могу преживети и више од 30 минута на температури од 100°C. Спадају у суперантигене.
- Токсин синдрома токсичног шока 1. Реч је о једном суперантигену који изазива претерану активацију одбрамбеног система, што може довести до токсичног шока (видети егзотоксини).

Бактерија често производи супстанце, лактамазе, које инактивишу пеницилине, тако што разграђују њихов β-лактамски прстен.

## Болести
Болести изазване стафилококом могу бити инвазивне, тј. настају продором ове бактерије у организам, затим интоксикације, бактерија не продире у организам, већ излучује токсине који су одговорни за поремећај и могу бити комбинација ове две групе.
У инвазивне инфекције, болести спадају:
- карбункул и фурункул, запаљење лојних жлезди и група лојних жлезди.
- инфекција рана,
- синузитис,
- запаљење средњег уха (отитис медија),
- маститис породиља (запаљење дојке породиља),
- остеомијелитис, запаљење коштане сржи и коштаних каналића,
- ендокардитис, запаљење унутрашњег слоја срца (ендокарда), поготову после операције срчаних залистака,
- запаљење плућа, поготову после грипа,
- стафилококе брзо колонизирају страна тела у организму, тако да се може јавити апсцес
- разне болничке инфекције итд.

У интоксикације спадају:
- интоксикација поквареним намирницама

У мешовиту групу болести спада:
- ексфолијативни дерматитис лат. dermatitis exfoliativa (тешки облик се зове и синдром спаљене коже, јер се кожа љушти и изумире, као после опекотина).
- пемфигус неонаторум и импетиго,
- синдром токсичног шока итд.

## Метицилин резистентни стафилококус ауреус-МРСА
Метицилин резистентни стафилококус ауреус је посебни сој ове бактерије настао услед широке примене антибиотика. Широка и некритична употреба ових лекова доводи, до селекције оних сорти бактерија које су резистентне на њих, тако да после одређеног времена антибиотици више не делују. Метицилин резистентни стафилокок је један од најпознатијих примера. Он изазива болничке инфекције код људи ослабљеног имунитета. На ову бактерију делује свега пар антибиотика, тако да се мора водити рачуна. Пацијенте са овом бактеријом треба изоловати и на тај начин спречити дање ширење ове врсте унутар болнице (најчешће се јавља унутар болнице).

## Профилакса
Стафилококус ауреус често насељава кожу и слузокожу (поготову слузокожу носа), поготово код болничких пацијената. Због тога су хигијенске мере битне, нарочито дезинфекција и прање руку од стране медицинског особља.
У терапији се користе антибиотици, који су стабилни на лактамазе (лактамаза разлаже и инактивише неке пеницилине).